# Harri Rovanperä

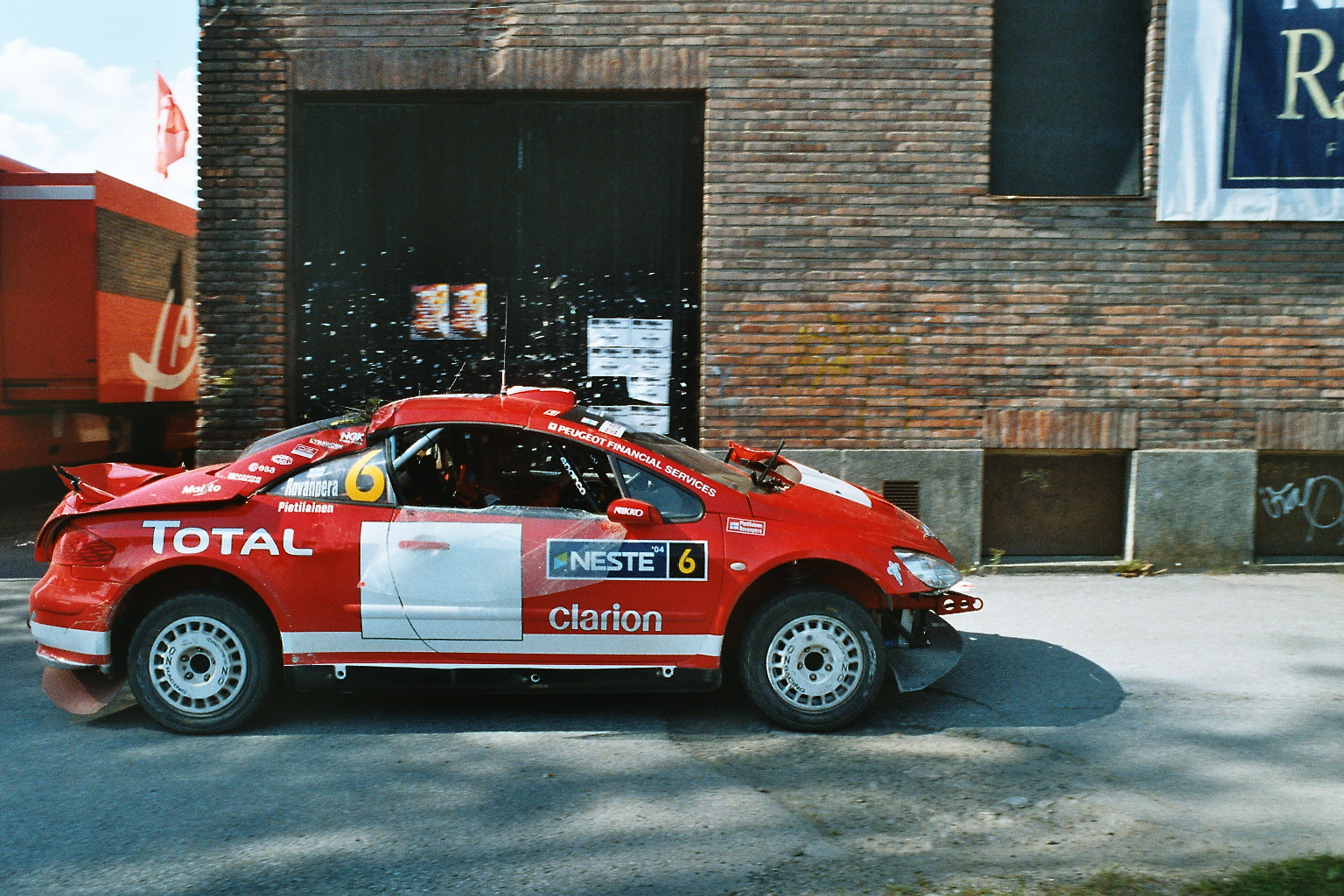
Rovanperä efter en rullning i en Peugeot 307 WRC under Rally Finland 2004.

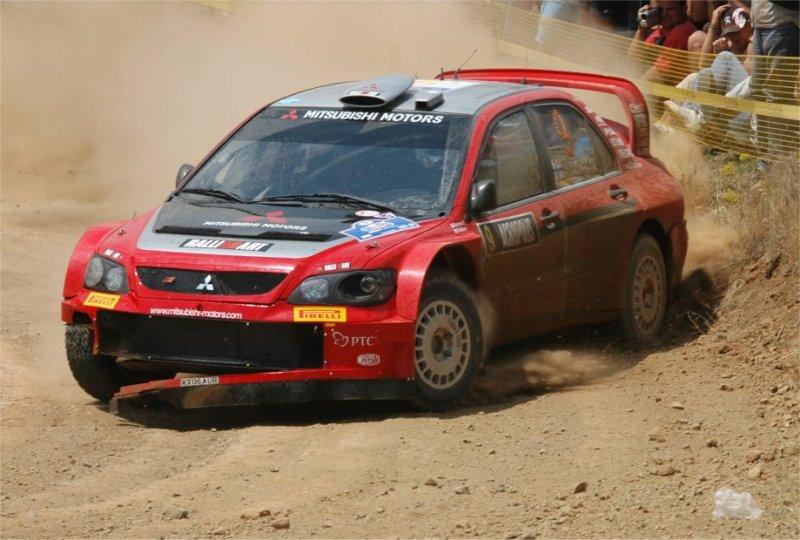
Rovanperä med Mitsubishi, här under Akropolisrallyt i Grekland 2005.

Harri Rovanperä (född 8 april 1966 i Jyväskylä), är en finländsk före detta professionell rallyförare.
Rovanperä tävlade för flera olika team i WRC, bland andra Mitsubishi och Peugeot. Han slogs oftast om platserna 3-6 i VM-rallyn, och tog en VM-seger under sin karriär, Svenska Rallyt 2001.

Han är far till rallyföraren Kalle Rovanperä.

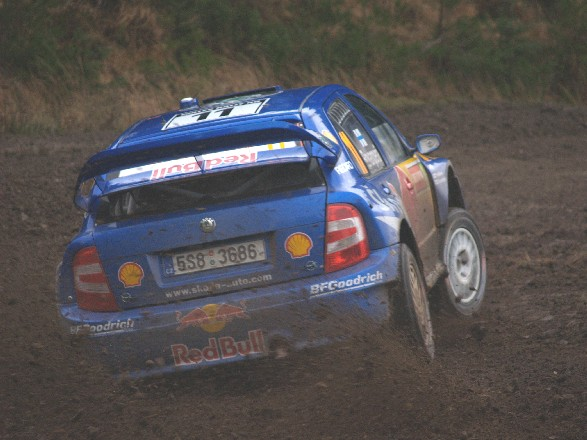
Rovanperä under sin sista VM-tävling, Wales Rally GB 2006 med en Škoda Fabia WRC.